# Live at Morfa Stadium
Live at Morfa Stadium es un DVD de 1999 publicado por el grupo de rock galés, Stereophonics. El DVD contiene grabaciones en directo de un concierto en el estadio Morfa del 31 de julio de 1999. Y contiene una entrevista hecha por una radio local. El DVD no fue nunca presentado por stereophonics ni con una promoción televisiva ni radial solo se lanzó para la gente que iba a sus conciertos.

## canciones
1. Hurry Up and Wait
2. The Bartender and the Thief
3. T-Shirt Sun Tan
4. Pick a Part That's New
5. A Thousand Trees
6. Not Up To You
7. Check My Eyelids For Holes
8. I Wouldn't Believe Your Radio
9. She Takes Her Clothes Off
10. Sunny Afternoon
11. Is Yesterday, Tomorrow, Today?
12. Same Size Feet
13. Traffic
14. Last of the Big Time Drinkers
15. Just Looking
16. Looks Like Chaplin
17. Local Boy in the Photograph
18. Roll Up and Shine
19. Nice To Be Out
20. Billy Davey's Daughter
21. I Stopped To Fill My Car Up

- Datos: Q6656276